# Gonanticlea deleta
Gonanticlea deleta är en fjärilsart som beskrevs av W. Warren 1906. Gonanticlea deleta ingår i släktet Gonanticlea och familjen mätare. Inga underarter finns listade i Catalogue of Life.